# Jill Staneková
Jill Staneková (* 1956) je americká pro-life aktivistka ze státu Illinois. Je všeobecně známa pro zveřejnění provedení potratů na živě narozených dětech v Christ Hospital and Medical Center v Oak Lawn, předměstí Chicaga. Národní pozornosti si zasloužila obviněním prezidenta Baracka Obamy za podporu infanticidy během jeho členství v illinoiském státním senátu.
Křesťanský magazín World ji umístil na seznam 30 nejvýznamnějších osobností hnutí pro-life během 30 let od sporu Roe vs. Wade.
Jill Staneková je od roku 2003 „sloupkařkou“ WorldNetDaily. Provozuje vlastní web a blog na adrese JillStanek.com.
Dvakrát svědčila před Podvýborem ústavního soudnictví americké Sněmovny reprezentantů, a před několika státními zákonodárnými sbory. Je také častým řečníkem na celostátních nebo místních akcí hnutí pro-life.
Staneková se v roce 2002 ucházela o nominaci Republikánské strany do illinoiské Sněmovny reprezentantů, ale byla poražena.

## Kontroverze v Christ Hospital
Stanekové se dostalo věhlasu v roce 1999, kdy pracovala v Christ Hospital, v Oak Lawnu (Illinois) jako zdravotní sestra. Medializovala případy infanticidy, kdy narozené děti z vyvolaných umělých potratů byly ponechány zemřít osamotě. Tato obvinění vedle k formálnímu vyšetřování illinoiského Ministerstva veřejného zdravotnictví, které uvedlo, že nemocnice neporušila žádné zákony. Krátce na to Advocate Health Care (síť zdravotních zařízení pod kterou spadá i zmiňovaná nemocnice) změnila svou politiku provádění vyvolaných potratů. Nyní je provádí pouze u případů, kdy je plod velmi vážně poškozen.
Mluvčí Christ Hospital připustil, že „mezi 10 % až 20 % plodů s genetickou vadou, která byla potracena, žila krátkou dobu mimo dělohu ženy“.
Na slavnostním ceremoniálu, při podpisu Born-Alive Infants Protection Act, prezident George W. Bush ve své řeči zmínil Jill Stanekovou a poděkoval jí za její přičinění.

## Kritika Baracka Obamy
Staneková se postarala o celonárodní debaty během prezidentské kandidatury v roce 2008, kdy uveřejnila, že Barack Obama, tehdy ještě jako senátor, čtyřikrát hlasoval proti illinoiskému Born Alive Infants Protection Act (zákonu nařizujícímu lékařskou péči o děti, které při potratu vyjdou živé z těla matky

). Zveřejněna byl také oficiální zápis z projednávání zákona.
Na svém blogu také zveřejnila, že Barack Obama 12. března 2003, během zasedání komise illinoiského Státního senátu pro Zdraví a sociální služby bránil, coby předseda této komise, přijetí novely zákona 1082. Tato novela chtěla přiřknout práva a ochranu každé lidské bytosti, která by „byla vypuzena nebo extrahována z lůna ženy v případě, že plod je schopen dýchání nebo dobrovolného pohybu“. Staneková tvrdila, že Obama podporuje zabíjení těchto kojenců a také, že prosazuje infanticidu.
Staneková později obvinila Obamu, že schvalováním zákonů o nepovinnosti informovat rodiče v případě potratů u nezletilých, dochází tak k podpoře případů statutárního znásilnění.
Staneková byla kritizována Samem Brownbackem z Kansasu, předním pro-life senátorem, za kompromisy v podpoře Barackem Obamou navržené ministryně Zdravotnictví a sociálních služeb pro-choice Kathleen Sebeliusové.

## Pohled na soudní proces Scotta Roedera
Staneková napsala, že Scott Roeder, vrah doktora Georga Tillera, nedostal svůj „spravedlivý den u soudu“. Podle jejího článku nebylo Roederovi umožněno se obhajovat se svou verzí, že zastřelení Tillera bylo „dobrovolné zabití“ (a tedy dle práva menším zločinem než zabití), a to z důvodů, že prováděl umělé potraty. Staneková píše na závěr, že skutečnost, že Roederovi nebylo dovoleno použít tento argument „... ukazuje, že pouze skupina lidí, kterým se nedostane spravedlivý den u soudu, jsou ti, kteří věří, že nenarozené děti jsou osobnosti ještě před narozením“ (volně přeloženo; myšleno ve významu, že doktor Tiller měl být obžalován a odsouzen za svou práci provádění umělých potratů).

## Osobní život
Od roku 2009 žije v Mokeně ve státu Illinois. S manželem Richem mají 3 děti a jsou prarodiči 8 vnuků. Staneková je členem Křesťanské církve Parkview v Orland Parku v Illinois.